# 腳尾飯事件
腳尾飯事件是台灣的一則政治及媒體醜聞，也是東森新聞S台被行政院新聞局撤銷牌照的導火線之一。

## 事件起因
該新聞事件是發生於2005年6月間，時任台北市議員王育誠利用錄影帶拍攝殯葬業者在告別式結束後，將腳尾飯送至民間自助餐店內，用菜餚製作成豆腐乳的片段，該片段於2005年6月2日於TVBS-N新聞台播出。腳尾飯現象經王育誠議員提出後引起台灣社會的普遍關注，但疑點也逐漸浮現。經媒體追查，該卷錄影帶被證實是王育誠的議員助理們聯同一位曾於東森新聞S台任職的攝影組副組長及一位臨時演員所共同參與製作，被輿論譴責：「一場自編、自導、自演的造假揭弊案」。
除王育誠以外的上述人員已向檢調單位承認錄影帶造假，但其拍攝成員均向媒體否認王議員事先知情。台灣輿論則普遍不信任這個說法，咸認為這是由議會助理出面承擔責任的政治手法，因為錄影帶的內容有明顯拍出王育誠助理的清楚面容，說不知道內容是助理所假造的說法有違常識。
此事被認為是2005年台灣電視頻道換照爭議中新聞局撤銷東森新聞S台執照的一個原因。東森新聞S台曾經在自己的頻道當中提出自行統計的數據，說明該台是全台灣各家新聞頻道中播報「腳尾飯」新聞總時間長度的倒數幾名，更沒有現役的工作人員參與其錄影帶的拍攝，以替自己辯護。

## 關於台灣民間習俗腳尾飯的內容
王育誠所提供錄影帶內容中，並沒有確實拍攝到食材是從何處取來。但依照其說法並拍攝所影射的食材取得地點，便可以得知其實整起事件所指的根本不是「腳尾飯」，而是「三牲」跟「五牲」，腳尾飯一詞在此乃是誤用。

## 事件落幕後續發展
王育誠遭親民黨處以無限期停止其黨權的處份，2006年初申請復權卻未果。2006年2月22日檢察官偵查後，以影帶無指名道姓，無法構成犯罪要件為由作不起訴論。8月10日法院判決王育誠賠償325萬以補償店家損失。2006年12月，再獲親民黨提名競選連任台北市議員，但僅獲8,038票（3.02%）的低得票率，並未當選。